# 马拉色菌属
马拉色菌舊稱糠秕孢子菌（Pityrosporum）或皮屑芽孢菌，是真菌界下的一個属級分類元，被认为是酵母类真菌，本属的物种自然存在于人和动物的皮肤上。該屬物種有時會造成机会性感染，進而導致胸背等部位出現色素淡化或色素增多。

## 命名

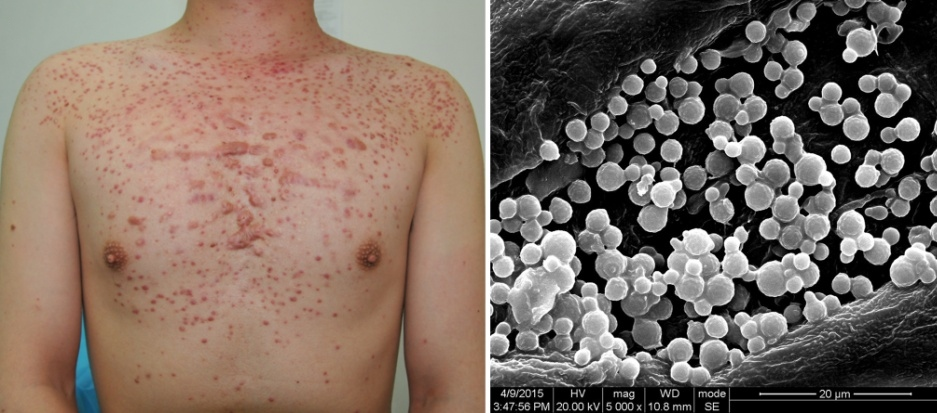
一名25歲的馬拉色菌毛囊炎患者及其皮膚檢體的電子顯微鏡攝影圖，圖中可以看到馬拉色菌的孢子。

由於鑑定不易以及在实验室条件下繁殖極慢，該屬的研究較為困難，物種的命名及分類史也較為混亂：
- 1846年，艾希施泰特（Eichstedt）描述了一種與變色糠疹相關的一種真菌[8]。德國皮膚科醫師海因里希·克布纳（英语：Heinrich Koebner）將身上病灶的真菌移植到兔子身上[9]。
- 1853年，夏尔-菲利普·罗班（英语：Charles-Philippe Robin）成功自病灶中分離病原體，將其分類為小孢癬菌屬（Microsporum），並命名為 Microsporum furfur[8]。
- 1889年，亨利·埃内斯特·巴永（英语：Henri Ernest Baillon）以 Microsporum furfur 為模式種，發表 Malassezia（馬拉色菌屬）此一獨立新屬，因此該物種也被重新命名為 Malassezia furfur（糠秕马拉色菌）[10]。
- 1904年，雷蒙·萨博劳發表了一种导致头皮屑的微生物，將其命名为 Pityrosporum Malassezii （原文M为大写），以纪念路易-夏尔·马拉色（英语：Louis-Charles Malassez），並以此物種發表了糠秕孢子菌屬（Pityrosporum）[11]。

但後人發現，糠秕马拉色菌具有單細胞與菌絲體兩種形態型，Malassezia furfur 的原始描述是其菌絲體，而 Pityrosporum Malassezii 則是同一物種的單細胞型（yeast form）。但至於要選擇哪一個學名為有效名尚有爭議，因此混用的情形相當常見。1984年後，按命名优先原则的分类学修订（taxonomic revision），學界將 Malassezia furfur 定為有效名，Pityrosporum 遂成為 Malassezia 的同物異名。

## 物種
目前，人类共发现了10个种：
- Malassezia arunalokei Honnavar, Rudramurthy & G.S.Prasad, 2016
- 巴西马拉色菌 Malassezia brasiliensis F.J.Cabañes, S.D.A.Cout., Bragulat & G.Castellá, 2016
- Malassezia caprae J.Cabañes & Boekhout, 2007
- Malassezia cuniculi J.Cabañes & G.Castellá, 2011[13]
- Malassezia dermatis [14]
- Malassezia equi
- Malassezia equina
- 糠秕马拉色菌 Malassezia furfur
- 球形马拉色菌 Malassezia globosa [15]
- 日本马拉色菌 Malassezia japonica
- Malassezia macfadyeni
- 纳纳马拉色菌 Malassezia nana [16]
- Malassezia obtusa
- Malassezia ochoterenai
- 厚皮马拉色菌 Malassezia pachydermatis [17]
- Malassezia psittaci
- 限制性马拉色菌 Malassezia restricta [18]
- 斯洛菲马拉色菌 Malassezia slooffiae [19]
- 合轴马拉色菌 Malassezia sympodialis [20]
- Malassezia vespertilionis
- Malassezia yamatoensis [21]

## 在人类疾病中扮演的角色
近年来鉴别皮肤上马拉色菌的手段与法医用来鉴别嫌疑犯的分子学或者基因相关的技术手段很类似，这些研究表明这种菌属能引起绝大多数的皮肤病，比如大部分情况下的头皮屑和脂溢性皮炎是球形马拉色菌属引起的（虽然通常也和限制性马拉色菌属有关）。花斑癣通常也和这种真菌的感染有关。
由于这种真菌需要油脂来生长，因此它通常会感染[脂腺]发达区域，例如：头皮、脸部以及上半身。当这些真菌繁殖速度过快时，细胞的自然更新过程就会受到干扰，瘙痒及皮屑就会出现（和其它真菌或者细菌感染的情况类似）。球形马拉色菌在人的头部皮肤上的数量可以超过一千万个。
2007年启动的一个球形马拉色菌属基因测序计划，发现该菌属有4,285个基因，大约是人类基因大小的三百分之一。该菌使用8种不同的油脂分解酶以及3种磷脂分解酶来分解头皮上的油脂。另一个令人惊奇的发现是，球形马拉色菌属可能有有性繁殖的能力，不过并没有在实验室或者其它任何条件下观测到这一现象。

## 头部感染治疗
头皮感染的症状通常使用含有硫化硒或者酮康唑的洗发水来治疗。其它治疗的方式包括使用含有环吡酮胺、煤焦油、锌羟基吡啶硫酮（ZPT）、咪康唑或者千层树油的洗发水。伊曲康唑等（参见：脂溢性皮炎。）